# Cameron Friesen
Cameron Friesen es un político canadiense, que fue elegido para la Asamblea Legislativa de Manitoba en las elecciones de 2011. Representa al distrito electoral de Morden-Winkler como miembro del Partido Progresivo Conservador de Manitoba.
Friesen fue reelegido en las elecciones de 2016. El 3 de mayo de 2016, Friesen fue nombrado para el Consejo Ejecutivo de Manitoba como Ministro de Finanza.